# Brachiaria piligera
Brachiaria piligera är en gräsart som först beskrevs av Ferdinand von Mueller och George Bentham, och fick sitt nu gällande namn av Dorothy Kate Hughes. Brachiaria piligera ingår i släktet Brachiaria och familjen gräs. Inga underarter finns listade i Catalogue of Life.